# Agnieszka Glińska
Agnieszka Glińska (n. 18 de febrero de 1968, Wroclaw) es una directora de teatro y actriz polaca de cine y televisión. En 1999 fue galardonada con un premio nacional Paszport Polityki por su trabajo en el teatro.

## Biografía
Glińska se graduó en la Academia Nacional de Arte Dramático Aleksander Zelwerowicz de Varsovia. Debutó como directora de teatro en 1994 con la obra Uciekła mi przepióreczka, estrenada y emitida a través de Telewizja Polska. En 2004 coprotagonizó la película City de Maciej Odoliński y en 2007 apareció en Katyń, en la que interpreta a una directora de una escuela y hermana de una protogonista.
Su trabajo en el teatro y el cine lo compagina como profesora de la Academia de Arte Dramático Ludwik Solski de Cracovia.

## Vida personal
Es la madre del actor Franciszek Przybylski y Janina Stelmaszyk, cuyo padre es el actor Krzysztof Stelmaszyk, conocido por su papel en la serie de televisión polaca Samo Życie (La vida misma).

## Filmografía
- 2004: City como Agnieszka
- 2007: Katyń como Porucznika Pilota
- 2016: Artyści (serie de televisión) como Iwona Kamińska
- 2018: 1983 (serie de televisión) como Angelika Torzecka